# Sonotetranychus daleae
Sonotetranychus daleae är en spindeldjursart som först beskrevs av James P. Tuttle och Baker 1968.  Sonotetranychus daleae ingår i släktet Sonotetranychus och familjen Tetranychidae. Inga underarter finns listade i Catalogue of Life.